# Брачки (Тумар-Брачки)
Брачки (пол. Braczki, рос. Брачки) — колишня колонія у Барашівській волості Житомирського і Коростенського повітів Волинської губернії та Євгенівській і Крем'янській сільських радах Барашівського району Коростенської й Волинської округ.
Лютеранське поселення, лежало за 70 км північно-західніше міста Житомир, належало до лютеранської парафії с. Геймталь. Молитовний дім — у Житомирі.

## Населення
В кінці 19 століття в поселенні проживало 100 мешканців, дворів — 13, у 1906 році в колонії налічувалося 78 жителів, дворів — 13.
Станом на 1923 рік нараховано 15 дворів та 119 мешканців, у 1924 році — 127 осіб (з перевагою німецької національности), дворів — 17.

## Історія
В кінці 19 століття — село Барашівської волості Житомирського повіту, за 80 верст від Житомира.
У 1906 році — колонія Барашівської волості (1-го стану) Житомирського повіту Волинської губернії. Відстань до губернського та повітового центру, м. Житомир, становила 71 версту, до волосного центру, с. Бараші — 4 версти. Найближче поштово-телеграфне відділення розташовувалося в містечку Горошки.
У березні 1921 року, в складі волості, передана до новоствореного Коростенського повіту Волинської губернії. У 1923 році увійшла до складу новоствореної Євгенівської сільської ради, котра, від 7 березня 1923 року, включена до складу новоутвореного Барашівського району Коростенської округи. Розміщувалася за 6 верст від районного центру, с. Бараші, та 1 версту — від центру сільської ради, кол. Євгенівка.
30 жовтня 1924 року, відповідно до рішення Волинської ГАТК «Про виділення та організацію національних сільрад», внаслідок ліквідації Євгенівської сільської ради, колонію підпорядковано Крем'янській сільській раді Барашівського району Коростенської округи.
Після 1930 року об'єдналася з кол. Тумар в один населений пункт — Тумар-Брачки.